# 7279 Hagfors
7279 Hagfors este un asteroid din centura principală de asteroizi.

## Descriere
7279 Hagfors este un asteroid din centura principală de asteroizi. A fost descoperit pe 7 noiembrie 1985 la Stația Anderson Mesa de Edward L. G. Bowell. Asteroidul prezintă o orbită caracterizată de o semiaxă mare de 3,11 ua, o excentricitate de 0,17 și o înclinație de 5,3° în raport cu ecliptica.